# Dusona impressifrons
Dusona impressifrons är en stekelart som beskrevs av Hinz 1979. Dusona impressifrons ingår i släktet Dusona och familjen brokparasitsteklar. Inga underarter finns listade i Catalogue of Life.